# Takashi Nishida
Takashi Nishida (jap. 西田崇 Nishida Takashi; ur. 24 stycznia 1976 w prefekturze Yamagata) – japoński snowboardzista. Zajął 28. miejsce w half-pipe'ie na igrzyskach w Nagano. Na mistrzostwach świata najlepszy wynik uzyskał na mistrzostwach w San Candido, gdzie zajął 15. miejsce w halfpipe’ie. Najlepsze wyniki w Pucharze Świata osiągnął w sezonie 1996/1997, kiedy to zajął 28. miejsce w klasyfikacji generalnej, a w klasyfikacji halfpipe’a był piąty.
W 2001 r. zakończył karierę.

## Sukcesy

### Igrzyska olimpijskie
| Miejsce | Dzień     | Rok  | Miejscowość | Konkurencja | Zwycięzca   |
| ------- | --------- | ---- | ----------- | ----------- | ----------- |
| 28.     | 12 lutego | 1998 | Nagano      | Halfpipe    | Gian Simmen |

### Mistrzostwa Świata
| Miejsce | Dzień       | Rok  | Miejscowość | Konkurencja | Zwycięzca     |
| ------- | ----------- | ---- | ----------- | ----------- | ------------- |
| 15.     | 24 stycznia | 1997 | San Candido | Halfpipe    | Fabien Rohrer |

### Puchar Świata

#### Miejsca w klasyfikacji generalnej
- 1996/1997 - 28.
- 1997/1998 - 127.
- 1998/1999 - 93.
- 1999/2000 - 63.
- 2000/2001 - -

#### Miejsca na podium
1. Mont-Sainte-Anne – 2 lutego 1997 (Halfpipe) - 2. miejsce